# Белшасањ
Белшасањ (фр. Bellechassagne) насеље је и општина у централној Француској у региону Лимузен, у департману Корез која припада префектури Исел.
По подацима из 2011. године у општини је живело 74 становника, а густина насељености је износила 5,55 становника/km². Општина се простире на површини од 13,34 km². Налази се на средњој надморској висини од 700 метара (максималној 804 m, а минималној 665 m).

## Демографија
| 1962. | 1968. | 1975. | 1982. | 1990. | 1999. | 2011. |
| ----- | ----- | ----- | ----- | ----- | ----- | ----- |
| 71    | 90    | 90    | 65    | 72    | 78    | 74    |

График промене броја становника у току последњих година